# Bolozon
Bolozon är en kommun i departementet Ain i regionen Auvergne-Rhône-Alpes i östra Frankrike. Kommunen ligger  i kantonen Izernore som ligger i arrondissementet Nantua. Kommunens areal är 4,92 km². År 2022 hade Bolozon 99 invånare.

## Befolkningsutveckling
Antalet invånare i kommunen Bolozon
Referens: INSEE